# Живий голос Василя Стуса
Живий голос Василя Стуса — це збірка аудіозаписів читання поезії Василя Стуса, надиктованих самим автором і записаних наприкінці 1960-х років, відреставрованих та виданих на компакт-диску у 2004 році. На диску присутні окрім записів живого голосу самого Стуса ще й музика, і пісні інших авторів — сина Василя Стуса — Дмитра Стуса, а також лауреатів Премії імені Стуса різних років: Сестер Тельнюк, Галини Стефанової, Сергія Мороза.

## Історія створення
На диску «Живий голос Василя Стуса» поет читає власні вірші. Цей запис наприкінці 1960-х здійснив близький приятель В.Стуса Леонід Селезненко, а перезаписи зберігалися в Івана Калиниченка, Леоніди Світличної та Броніслава Омецинського. Оригінали запису представники КГБ вилучили у Л.Селезенка під час обшуку 1972 р. й не повернули.
Також на CD записано пісні та вірші поета у виконанні тих митців, які одними з перших почали активно включати вірші В.Стуса до свого концертного репертуару. Сергій Мороз поклав на музику вірші поета ще на початку 1990-х і в 1994-му випустив невелику касету пісень. Галина Стефанова активно залучає вірші В.Стуса до свого концертного репертуару з 1997-го, а Галя й Леся Тельнюки в 1998-му написали пісні до 60-ї річниці від дня народження поета. Диск є найповнішим нині зібранням «присутности» Стусової творчості в українському культурному просторі.
Син поета Дмитро Стус, голова правління Гуманітарного центру імені Стуса, сказав, що в московських архівах КДБ зберігається ще одна плівка з голосом батька, записана у 1979 році, і вони зроблять усе, щоб «визволити» цей унікальний «експонат» і видати його.
До CD увійшло 10 віршів у авторському виконанні, 6 віршів читає актриса Галина Стефанова, вірш Кіплінга «Якщо…» у перекладі Стуса читає Дмитро Стус, а сестри Тельнюк і бард Сергій Мороз співають Стусову поезію.
Проект «Живий голос Василя Стуса» здійснено за підтримки Віктора та Катерини Ющенків, а також Центру підтримки молодіжних демократичних ініціатив, очолюваного В'ячеславом Кириленком.
Реставрацію голосу Василя Стуса на благодійних засадах здійснила СП «Комора». Працівники студії «Комора» зробили реставрацію голосу поета з трьох перезаписів різної якості, прибрали шуми.
Дизайн диску і обкладинок — Юрій Марусій.

## Список композицій
1. Осліпле Листя Відчувало Яр… 2:13
2. Мов Жертва Щирості Життя… 4:20
3. Ти Пам'ятаєш Ніч? Велику Ніч… 1:46
4. За Роком Рік Росте Твоя Тюрма… 1:09
5. Куріють Осені Багаття… 1:15
6. Нехай Горить Трава По Осені… 1:28
7. Накликання Дощу 1:40
8. Не Побиваюсь За Минулим… 2:30
9. Незграбно Ворон Кружеля… 0:48
10. Вчися Чекати, Друже… 1:05
11. Безсонної Ночі 1:43
12. Утекти Б Од Себе Геть Світ За-очі… 1:09
13. За Читанням Ясунарі Кавабати 7:35
14. Синові. Р.Кіплінг 1:33
15. Скучив За Степом… 3:32
16. На Голубих По-царськи Небесах… 1:37
17. За Читанням Ясунарі Кавабати 1:21
18. Ще Вруняться Горді Славутові Кручі… 3:08
19. На Лисій Горі… 1:23
20. Мені Зоря Сіяла Нині Вранці… 1:10
21. Зазираю В Завтра… 3:39
22. Вона І Я Поділені Навпіл… 1:15
23. Гойдається Вечора Зламана Віть… 3:32
24. Довкола Стовбура Кружляємо… 7:23

## Ролі виконували
```
Тексти – 
Василь Стус

Музика – 
Леся Тельнюк
 (доріжка: 2, 13, 18, 24)
Читають – 
Василь Стус
 (доріжка: 1, із 3 до 12), 
Галина Стефанова
 (доріжка: 16, 17, 19, 20, 22, 23), 
Дмитро Стус
 (доріжка: 14)
Співають – 
Сестри Тельнюк
 (доріжка: 2, 13, 18, 24)
Співи та музика – 
Сергій Мороз
 (доріжка: 15, 21)
```

## Обкладинка диску
Існує ще одна версія обкладинки компакт-диску — в червоному кольорі. На зворотному боці червоної обкладинки є цитата Василя Стуса:
|               | ..ми повернемось, обов'язково повернемось, бодай — ногами вперед, але: не мертві, але: не переможені, але: безсмертні |
| — Василь Стус | |

На внутрішній стороні обкладинки подяка Віктору і Катерині Ющенкам від Дмитра Стуса.
|               | Щиро дякую Катерині та Віктору Ющенкам за сприяння в реалізації цього проекту |
| — Дмитро Стус |                                                                               |

Далі містяться сторінки тексту Дмитра Стуса українською та англійською мовами, список композицій (англійською також), тексти віршів (і пісень).
На сторінках із текстами віршів використовуються зменшені копії сімейних фотокарток Стусів, а на задньому плані кожної сторінки — збільшена копія рукопису віршу — використовується як фон.
Зі зворотного боку обкладинки — список композицій диску українською мовою.

## Презентація
Презентація альбому відбулася 2 червня 2004 року в Державному центрі театрального мистецтва ім. Леся Курбаса. Почути живий голос Василя Стуса зібралися Джордж Грабович, Марія Матіос, Василь Шкляр, Михайлина Коцюбинська, Віктор і Катерина Ющенки, Леся Тельнюк, Роман Корогодський, Лесь Танюк, Олег Драч, Ігор Римарук і багато інших.
Компакт-диск «Живий голос Василя Стуса» – це перший реалізований проект Гуманітарного центру Василя Стуса. Центр існує з 16 лютого 2004 року, його очолює Дмитро Стус – син трагічно загиблого поета.
Син покійного поета Дмитро Стус назвав символічним те, що презентація запису відбувається в Центрі імені Леся Курбаса, бо Курбас і Стус загинули в одному ГУЛАЗі, хоча і в різний час. Стус-молодший також подякував родині Ющенків за те, що раніше вона вже посприяла виходу книжки «Палімпсест» — збірника Стусової поезії.
Віктор Ющенко заявив, що Стус займає особливе місце в українській історії і тому він підтримуватиме всі проекти, пов'язані з популяризацією імені цього поета. «Культура, слово і традиції є відповіддю на те, як розбудовувати країну. Саме тому й важливі імена людей, котрі зберігали Україну по тих скалках, які ми зараз збираємо, — сказав він. — Українське слово переслідували, тримали в катівнях, але плеяда митців зуміла його зберегти. Шістдесятники взяли на свої плечі величезну відповідальність і гідно з нею впоралися. Найменше, що ми можемо нині зробити для них — видавати їхні книжки і записи». Він також підкреслив те, що творчість Василя Стуса слід поширювати не лише в Україні, а й за кордоном.
Катерина Ющенко-Чумаченко, яка є членом наглядової ради Гуманітарного центру Василя Стуса, зізналася, що з трепетом ставиться до творчості поета і сприятиме поширенню знань про нього. «Василь Стус та його творчість є символом України» — зазначила вона.
Дмитро Стус сказав, що в Радянському Союзі була дуже добра традиція видавати платівки з голосами поетів, вони мали велику популярність — читання власних віршів Ахматовою, Ахмадуліною, він хотів би відродити цю традицію в Україні, бо поети по-особливому читають свої вірші, і добре було б почути голос Ліни Костенко, Миколи Вінграновського та інших наших прекрасних поетів. У Гуманітарного центру імені Василя Стуса великі плани, уже намічено постановку моновистави за текстами поета «Палімпсест», започаткування видавничої серії «Біографії» книгою Дмитра Стуса «Василь Стус: життя як творчість», робота над архівом поета, зокрема оцифрування та консервування документів, відкриття інтернет-сайту, підняття на всеукраїнський рівень обласних свят «Стусова криниця» і «Стусове Різдво».
Тепер у нас у всіх є першоджерело — поезія з голосу Поета, інтелектуального і морального символу України. «Його життя — це приклад людини, яка показала, як можна робити себе, жити, а не виживати, творити і бути собою», — сказав Дмитро Стус. Мислячий поет та ще й з гідністю — це ворог будь-якої держави, якби ж дожити до такої, де б поети були їй учителями.

## Цікаві факти
- Копії диску були розіслані по школах Києва, Вінниччини та Донбасу.
- Реставрацію голосу Василя Стуса на благодійних засадах здійснила СП «Комора». Працівники зробили реставрацію голосу поета з трьох перезаписів різної якості, прибравши шум.
- Син поета Дмитро Стус сказав, що в московських архівах КДБ зберігається ще одна плівка з голосом батька, записана у 1979 році.
- До CD увійшло 10 віршів у авторському виконанні, 6 віршів читає актриса Галина Стефанова, вірш Кіплінга «Синові» у перекладі Стуса читає Дмитро Стус, а Сестри Тельнюк і бард Сергій Мороз співають Стусову поезію.
- Проект «Живий голос Василя Стуса» здійснено за підтримки Віктора та Катерини Ющенків, а також Центру підтримки молодіжних демократичних ініціатив.
- Цьому виданню також сприяли народні депутати В'ячеслав Кириленко та Петро Олійник.
- На сторінках із текстами віршів використовуються зменшені копії сімейних фотокарток Стусів.
- На задньому плані кожної сторінки з текстами віршів — збільшена копія рукопису віршу — використовується як фон.